# NGC 6208
NGC 6208 est un très vieil amas ouvert situé dans la constellation de l'Autel. Il a découvert par l'astronome écossais James Dunlop en 1826.
Selon la classification des amas ouverts de Robert Trumpler, cet amas renferme entre 50 et 100 étoiles (lettre m) dont la concentration est moyenne (II) et dont les magnitudes se répartissent sur un petit intervalle (le chiffre 1). Toutefois, selon le catalogue Lynga, l'amas renferme plus de 100 étoiles (r), dont concentration est moyennement faible (III) et dont la répartition des magnitudes des étoiles est moyenne (2). Cependant, Lynga indique que l'amas renferme 60 membres. Cette contradiction entre la classification et le nombre de membres n'est pas rare dans le catalogue Lynga.

## Observation
Avec une magnitude visuelle de 7,2, on peut observer l'amas avec de petites jumelles.

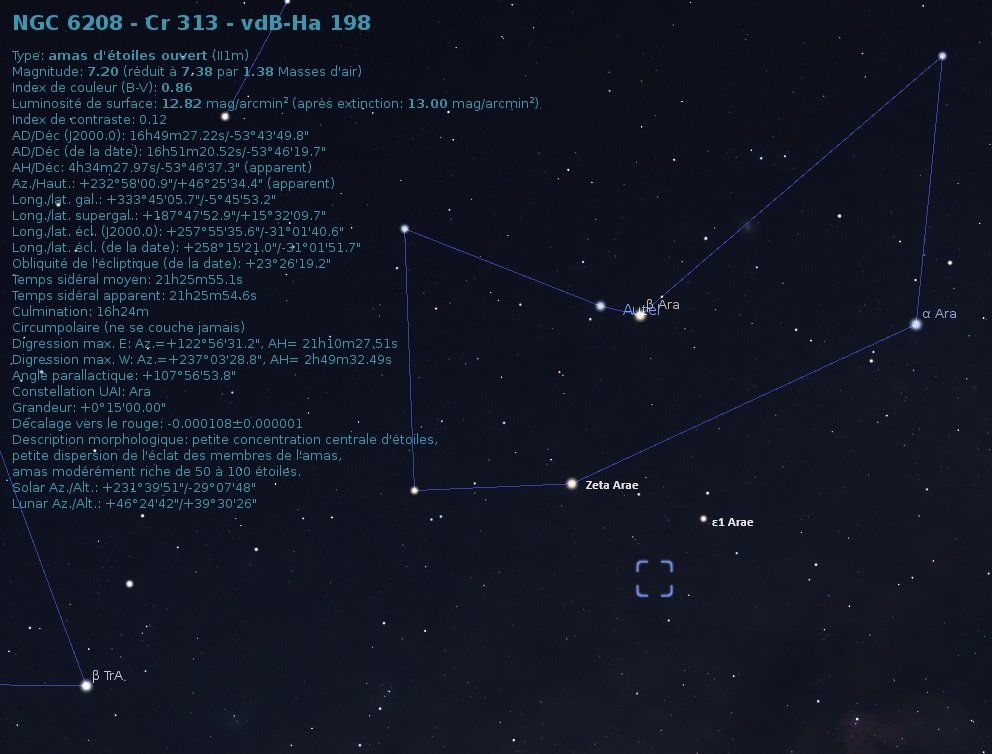
Localisation de NGC 6208 dans la constellation de l'Autel. (Stellarium)

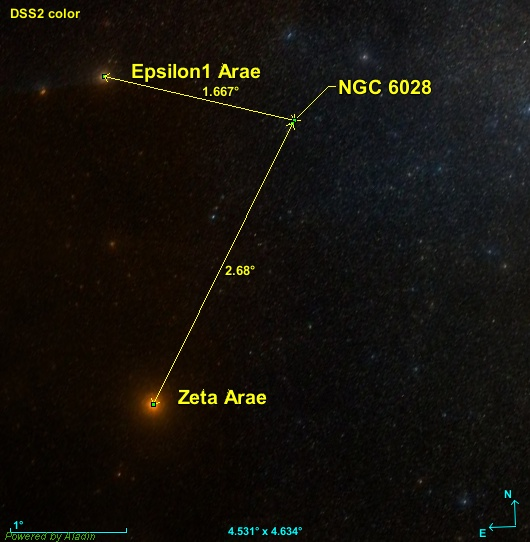
Position de NGC 6208 par rapport deux étoiles.

NGC 6208 est situé à environ 1,75 degré au sud-ouest de l'étoile Epsilon1 Arae et à 2,7 degrés au nord-ouest de Zeta Arae.

## Caractéristiques
Certaines caractéristiques apparaissent sur la base de données Simbad, mais une publication très récente (2023) basée sur les mesures de la parallaxe par le satellite Gaia a permis une mise à jour importante des données. Les données du « GAIA EARLY DATA RELEASE 3 (GAIA EDR3) » ont également permis aux auteurs (Almeida, Monteiro et Dias) de cette publication d'estimer la masse de 773 amas ouverts, dont celle de NGC 6208 qui est de 1689 ± 337 {\displaystyle M_{\odot }}.

### Distance, taille et vitesse
Selon Almeida et ses collègues, cet amas est à 1 142 ± 9 pc (∼3 720 al) du système solaire.
La parallaxe moyenne des étoiles de l'amas a été obtenue des mesures effectuées par le satellite Gaia. Cinq valeurs différentes publiées dans de récents articles (2018 à 2022) sont indiquées sur la base de données Simbad : 0,838 ± 0,032 mas, 0,846 ± 0,031 mas, 0,832 ± 0,049 mas, 0,830 ± 0,046 mas, et 0,830 ± 0,003 mas. La valeur moyenne de la parallaxe est égale à 0,835 2 ± 0,032 2 mas, ce qui correspond à une distance de 1197 +48
−44. Cette distance est compatible avec celle proposée par Almeida et ses collègues.
La taille apparente de l'amas 18′,ce qui, compte tenu de la distance de 1 142 ± 9 pc et grâce à un calcul simple, équivaut à une taille réelle de 19,5 ± 0,2 al.
Cinq vitesses semblables sont aussi indiquées sur la base de données Simbad: −32,11 ± 0,24 km/s, −32,20 ± 0,28 km/s, −31,761 ± 0,845 km/s, −32,15 ± 0,12 km/s et −32,2 ± 0,3 km/s. La vitesse moyenne de cet échantillon est de −32,1 ± 0,2 km/s.

### Métallicité
Simbad rapporte deux valeur de la métallicité, soit -0,089 et -0,01. Selon Almeida et ses collègues, la métallicité de l'amas est égale à 0,228 ± 0,040. Selon cette valeur, le pourcentage d'éléments lourds (plus lourd que l'hydrogène et l'hélium) de cet amas serait compris entre 154% et 185% (100,228 ± 0,040) de celui du Soleil.

### Âge
Webda et Lynga indiquent un âge de 1,17 milliard d'années (log10=9,069),, ce qui est passablement plus jeune que le 1,9 milliard proposé par Almeida.

## Étoiles
Simbad montre aussi un bouton nommé Children. En cliquant sur ce bouton, on atteint une section de cette base de données qui renferme un tableau contenant 463 entrées pour NGC 6208. Cependant, des étoiles (les Children) peuvent apparaître plusieurs fois dans la deuxième colonne du tableau, d'où le nombre de liens bibliographiques qui est supérieure au nombre d'étoiles. La quatrième colonne de ce tableau indique la probabilité que l'étoile appartienne à l'amas. En cliquant sur le titre de cette colonne, on peut classer la probabilité par ordre croissant ou décroissant. En cliquant sur la désignation de l'étoile, on atteint la page de Simbad qui résume ses propriétés.